# Honeymoon (Album)
Honeymoon (englisch für ‚Flitterwochen‘) ist das vierte Studioalbum der US-amerikanischen Popsängerin Lana Del Rey.

## Entstehung und Artwork
Die meisten Stücke des Albums wurden gemeinsam von Lana Del Rey und Rick Nowels geschrieben, lediglich eine Coverversion und ein Gedicht wurden nicht von ihnen verfasst. Bei dem Stück High by the Beach wurden die beiden von Kieron Menzies unterstützt. Produziert wurden alle Titel gemeinsam von Del Rey, Menzies und Nowels. Gemastert wurde das Album von Gateway Mastering in Portland (Maine), unter der Leitung von Adam Ayan. Das Arrangement erfolgte größtenteils durch Chris Garcia, Kieron Menzies und Trevor Yasuda. Nur das Lied 24 wurde von Nicolas Essig und das Lied Swan Song von Chris Garcia, Phil Joly und Kieron Menzies arrangiert. Das Album wurde unter den Musiklabels Interscope Records, Polydor und Universal veröffentlicht und durch EMI April Music, Rated-R Music, Sony/ATV Music Publishing und Universal Music Publishing vertrieben. Aufgenommen und gemischt wurde das Album unter der Hauptleitung von Kieron Menzies, unter der Mithilfe von Chris Garcia und Trevor Yasuda, im The Green Building in Santa Monica (Kalifornien) und in den New Yorker Electric Lady Studios.
Auf dem Cover des Albums ist – neben Künstlernamen und Albumtitel – Del Rey, in einem Star Line Bus sitzend, zu sehen. Auf dem Bus ist auch die Werbeaufschrift und Telefonnummer von Star Line zu finden. Dabei handelt es sich um eines der ältesten Sightseeing Unternehmen Los Angeles’. Auf einem alternativen Cover ist nur das Gesicht Del Reys zu sehen. Geschossen wurde das Coverbild von Del Reys Schwester Caroline „Chuck“ Grant und Neil Krug. Designt wurde das Cover von Markus Karlsson und Mat Maitland.

## Veröffentlichung und Promotion
Die Erstveröffentlichung von Honeymoon erfolgte weltweit am 18. September 2015. Das Album besteht aus 14 neuen Studioaufnahmen und ist als CD und Vinylplatte erhältlich. Am 22. Mai 2015 teilte Del Rey erstmals während eines Konzertes in Ridgefield ihren Fans mit, dass im September ein neues Album mit dem Titel Honeymoon erscheinen würde. Am 20. August 2015 veröffentlichte sie via Instagram die komplette Titelliste des Albums. In Deutschland war Honeymoon in der Veröffentlichungswoche der Musik-Tipp von ProSieben und wurde somit in sämtlichen Werbeunterbrechungen beworben.

## Titelliste
Alle Liedtexte sind komplett in englischer Sprache verfasst. Musikalisch bewegen sich die Lieder im Bereich des Alternative Rock, Ballad, Downtempo und Trip-Hop. Die reguläre Albumausgabe besteht aus 14 neuen Studioaufnahmen, worin zwei Coverversionen beinhaltet sind. Bei Don’t Let Me Be Misunderstood handelt es sich um ein Cover des Originals von Nina Simone aus dem Jahr 1964. Bei Burnt Norton handelt es sich um ein Interludium von T. S. Eliot aus dem Jahr 1941. Der Titel 24 war ursprünglich für den Film James Bond 007: Spectre vorgesehen. Bei jedem ihrer Lieder wurde sie von verschiedenen Instrumentalisten unterstützt (siehe Mitwirkende). 
| #  | Titel                         | Autor(en)                                    | Produzent(en)                             | Länge |
| -- | ----------------------------- | -------------------------------------------- | ----------------------------------------- | ----- |
| 1  | Honeymoon                     | Lana Del Rey, Rick Nowels                    | Lana Del Rey, Kieron Menzies, Rick Nowels | 5:50  |
| 2  | Music to Watch Boys To        | Lana Del Rey, Rick Nowels                    | Lana Del Rey, Kieron Menzies, Rick Nowels | 4:50  |
| 3  | Terrence Loves You            | Lana Del Rey, Rick Nowels                    | Lana Del Rey, Kieron Menzies, Rick Nowels | 4:50  |
| 4  | God Knows I Tried             | Lana Del Rey, Rick Nowels                    | Lana Del Rey, Kieron Menzies, Rick Nowels | 4:40  |
| 5  | High by the Beach             | Lana Del Rey, Kieron Menzies, Rick Nowels    | Lana Del Rey, Kieron Menzies, Rick Nowels | 4:17  |
| 6  | Freak                         | Lana Del Rey, Rick Nowels                    | Lana Del Rey, Kieron Menzies, Rick Nowels | 4:55  |
| 7  | Art Deco                      | Lana Del Rey, Rick Nowels                    | Lana Del Rey, Kieron Menzies, Rick Nowels | 4:55  |
| 8  | Burnt Norton (Interlude)      | T.S. Eliot                                   | Lana Del Rey, Kieron Menzies, Rick Nowels | 1:21  |
| 9  | Religion                      | Lana Del Rey, Rick Nowels                    | Lana Del Rey, Kieron Menzies, Rick Nowels | 5:23  |
| 10 | Salvatore                     | Lana Del Rey, Rick Nowels                    | Lana Del Rey, Kieron Menzies, Rick Nowels | 4:41  |
| 11 | The Blackest Day              | Lana Del Rey, Rick Nowels                    | Lana Del Rey, Kieron Menzies, Rick Nowels | 6:05  |
| 12 | 24                            | Lana Del Rey, Rick Nowels                    | Lana Del Rey, Kieron Menzies, Rick Nowels | 4:55  |
| 13 | Swan Song                     | Lana Del Rey, Rick Nowels                    | Lana Del Rey, Kieron Menzies, Rick Nowels | 5:23  |
| 14 | Don’t Let Me Be Misunderstood | Bennie Benjamin, Gloria Caldwell, Sol Marcus | Lana Del Rey, Kieron Menzies, Rick Nowels | 3:04  |

## Singleauskopplungen
Bereits zwei Monate vor der Veröffentlichung des Albums wurde am 20. Juli 2015 vorab die Single High by the Beach ausgekoppelt. Ebenfalls vorab erschien am 11. September 2015 die Single Music to Watch Boys To. Um das Album zu bewerben, wurden ebenfalls vorab Promo-Singles zu Terrence Loves You (21. August 2015) und Honeymoon (7. September 2015) veröffentlicht. Bislang erreichte lediglich High by the Beach die Charts.
Singles in den Charts

| Jahr | Titel Album       | Höchstplatzierung, Gesamtwochen, AuszeichnungChartplatzierungen (Jahr, Titel, Album, Platzierungen, Wochen, Auszeichnungen, Anmerkungen) | Höchstplatzierung, Gesamtwochen, AuszeichnungChartplatzierungen (Jahr, Titel, Album, Platzierungen, Wochen, Auszeichnungen, Anmerkungen) | Höchstplatzierung, Gesamtwochen, AuszeichnungChartplatzierungen (Jahr, Titel, Album, Platzierungen, Wochen, Auszeichnungen, Anmerkungen) | Höchstplatzierung, Gesamtwochen, AuszeichnungChartplatzierungen (Jahr, Titel, Album, Platzierungen, Wochen, Auszeichnungen, Anmerkungen) | Höchstplatzierung, Gesamtwochen, AuszeichnungChartplatzierungen (Jahr, Titel, Album, Platzierungen, Wochen, Auszeichnungen, Anmerkungen) | Anmerkungen                                            |
| Jahr | Titel Album       | DE | AT | CH | UK | US | Anmerkungen                                            |
| ---- | ----------------- | --- | --- | --- | --- | --- | ------------------------------------------------------ |
| 2015 | High by the Beach | DE75 (4 Wo.)DE | AT56 (2 Wo.)AT | CH58 (3 Wo.)CH | UK60 (3 Wo.)UK | US51 (3 Wo.)US | Erstveröffentlichung: 20. Juli 2015 Verkäufe: + 67.000 |

## Mitwirkende
Albumproduktion
- Derek Allen: Perkussion (Lied 7, 13)
- Rusty Anderson: E-Gitarre (Lied 6, 12)
- Adam Ayan: Mastering
- Bennie Benjamin: Komponist, Textdichter (Lied 14)
- Curt Bisquera: Live-Drums (Lied 1–3)
- Gloria Caldwell: Komponist, Textdichter (Lied 14)
- Lana Del Rey: Gesang, Komponist (Lied 1–6, 8–13), Mellotron (Lied 6), Musikproduzent, Textdichter (Lied 1–6, 8–13)
- T. S. Eliot: Komponist (Lied 8)
- Nicolas Essig: Arrangement (Lied 12)
- Chris Garcia: Co-Abmischung, Arrangement (Lied 1–11, 13–14), Co-Tonmeister
- Brian Griffin: Conga (Lied 2), Live-Drums (Lied 10, 12–14), Perkussion (Lied 10, 12–14)
- Phil Joly: Arrangement (Lied 13)
- David Levita: Akustische Gitarre (Lied 9), Dulcimer (Lied 13), E-Gitarre (Lied 3, 9, 11, 13)
- Sol Marcus: Komponist, Textdichter (Lied 14)
- Roger Joseph Menning Jr.: Bass (Lied 2), Omnichord (Lied 2)
- Kieron Menzies: Abmischung, Arrangement (Lied 1–11, 13–14), Bass (Lied 4–6, 11), Effekte (Lied 1, 3, 5), Komponist (Lied 5), Loop (Lied 9, 13), Musikproduzent, Perkussion (Lied 2, 6–7, 10), Samples (Lied 2, 4–5, 11), Schlagzeug (Lied 1–2, 4–7, 9, 11), Synth (Lied 5, 7, 11), Textdichter (Lied 5), Tonmeister
- Leon Michels: Flöte (Lied 2, 5), Saxophon (Lied 3, 6–7), Synth Pad (Lied 3, 5–6)
- Rick Nowels: Akustische Gitarre (Lied 1, 10), Bass (Lied 1, 6–7, 9–10, 12–14), E-Gitarre (Lied 2, 4, 6, 10, 14), Keyboard (Lied 5), Fender Rhodes (Lied 12), Horn (Lied 13), Komponist (Lied 1–6, 8–13), Mellotron (Lied 1, 4, 7, 9–10, 12, 14), Musikproduzent, Orgel (Lied 1, 4–5, 11, 13–14), Perkussion (Lied 10), Piano (Lied 1–4, 10, 12), Streichinstrument (Lied 10), Synth Pad (Lied 1–5, 7, 9–12), Textdichter (Lied 1–6, 8–13)
- Patrick Warren: Fagott (Lied 2), Flöte (Lied 2), Harmonium (Lied 5), Horn (Lied 12), Kantele (Lied 3), Klarinette (Lied 2), Oboe (Lied 2), Perkussion (Lied 12), Piano (Lied 5, 7, 9), Streichinstrument (Lied 1–3, 7, 9, 11–14), Synthie (Lied 1, 7, 14)
- Trevor Yasuda: Co-Abmischung, Arrangement (Lied 1–11, 14), Effekte (Lied 2, 9, 11), Co-Tonmeister

Unternehmen
- Electric Lady Studios: Tonstudio (Lied 10, 13)
- EMI April Music: Vertrieb
- Gateway Mastering: Mastering
- Interscope Records: Musiklabel
- Polydor: Musiklabel
- Rated-R Music: Vertrieb
- Sony/ATV Music Publishing: Vertrieb
- The Green Building: Tonstudio (Lied 1–9, 11–12, 14)
- Universal Music Group: Musiklabel
- Universal Music Publishing: Vertrieb

Artwork
- Caroline „Chuck“ Grant: Fotograf (Cover)
- Markus Karlsson: Artwork (Cover)
- Neil Krug: Fotograf (Cover)
- Mat Maitland: Artwork (Cover)

## Rezensionen
Die Kritiken zu Honeymoon fielen größtenteils gut aus. Einzig die beiden Kritiken von Allmusic und laut.de fielen nicht ganz so gut wie die restlichen aus, erreichten aber auch über 60 % der zu verteilenden Punkte. Der Wertungsaggregator Metacritic verzeichnet eine Durchschnittswertung von 79 %.

## Kommerzieller Erfolg

### Chartplatzierungen
Honeymoon erreichte in Deutschland Position vier der Albumcharts und konnte sich insgesamt eine Woche in den Top 10 und acht Wochen in den Charts halten. In Österreich erreichte das Album ebenfalls Position vier und konnte sich insgesamt eine Woche in den Top 10 und sechs Wochen in den Charts halten. In der Schweiz erreichte das Album Position drei und konnte sich insgesamt zwei Wochen in den Top 10 und zwölf Wochen in den Charts halten. Im Vereinigten Königreich erreichte das Album Position zwei der Charts und konnte sich insgesamt eine Woche in den Top 10 und 16 Wochen in den Charts halten. In den Vereinigten Staaten erreichte das Album Position zwei der Charts und konnte sich insgesamt 17 Wochen in den Charts halten. 2015 platzierte sich Honeymoon in den britischen Album-Jahrescharts auf Position 100, sowie auf Position 165 in den Vereinigten Staaten. Des Weiteren erreichte das Album Platz eins in Australien, Griechenland und Irland.
Für Del Rey ist dies bereits der fünfte Charterfolg in den Vereinigten Staaten sowie der dritte in Deutschland, Österreich, der Schweiz und dem Vereinigten Königreich. Es ist ihr vierter Top-10-Erfolg in den US-amerikanischen Albumcharts sowie der dritte in Deutschland, Österreich, der Schweiz und dem Vereinigten Königreich.
| ChartsChartplatzierungen       | Höchstplatzierung | Wochen |
| ------------------------------ | ----------------- | ------ |
| Deutschland (GfK)              | 4 (8 Wo.)         | 8      |
| Österreich (Ö3)                | 4 (6 Wo.)         | 6      |
| Schweiz (IFPI)                 | 3 (12 Wo.)        | 12     |
| Vereinigte Staaten (Billboard) | 2 (17 Wo.)        | 17     |
| Vereinigtes Königreich (OCC)   | 2 (16 Wo.)        | 16     |

| ChartsJahrescharts (2015)      | Platzierung |
| ------------------------------ | ----------- |
| Vereinigte Staaten (Billboard) | 165         |
| Vereinigtes Königreich (OCC)   | 100         |

### Auszeichnungen für Musikverkäufe
Im Jahr 2021, sechs Jahre nach der Erstveröffentlichung, erreichte das Album für über 500.000 verkaufte Einheiten Goldstatus in den Vereinigten Staaten. Bereits 2017 bekam es eine Goldene Schallplatte im Vereinigten Königreich. Weltweit bekam Honeymoon acht Gold- sowie fünf Platin-Schallplatten und verkaufte sich laut Schallplattenauszeichnungen über eine Million Mal.
| Land/Region                  | Auszeichnungen für Musikverkäufe (Land/Region, Auszeichnung, Verkäufe) | Verkäufe  |
| ---------------------------- | ---------------------------------------------------------------------- | --------- |
| Australien (ARIA)            | Gold                                                                   | 35.000    |
| Brasilien (PMB)              | Platin                                                                 | 40.000    |
| Dänemark (IFPI)              | Gold                                                                   | 10.000    |
| Deutschland (BVMI)           | Gold                                                                   | 100.000   |
| Finnland (IFPI)              | Gold                                                                   | 10.000    |
| Frankreich (SNEP)            | Gold                                                                   | 50.000    |
| Italien (FIMI)               | Gold                                                                   | 25.000    |
| Kanada (MC)                  | Platin                                                                 | 80.000    |
| Neuseeland (RMNZ)            | Platin                                                                 | 15.000    |
| Polen (ZPAV)                 | 2× Platin                                                              | 40.000    |
| Vereinigte Staaten (RIAA)    | Gold                                                                   | 500.000   |
| Vereinigtes Königreich (BPI) | Gold                                                                   | 100.000   |
| Insgesamt                    | 8× Gold · 5× Platin ·                                                  | 1.005.000 |

Hauptartikel: Lana Del Rey/Auszeichnungen für Musikverkäufe